# Chipilín con bolitas
El chipilín con bolitas es un plato originario de Chiapa de Corzo, aunque muy difundido en el resto del Estado de Chiapas, México, en especial en el área central. Se prepara en cualquier época del año y es uno de los más conocidos, difundidos y representativos de la cocina chiapaneca.

## El chipilín
El chipilín es una hoja muy conocida en todo el estado de Chiapas, en lengua maya Chipilín (Chepel´ixh), se llama así por una historia antigua que cuenta sobre una princesa maya que para salvar a su pueblo de una hambruna, porque el Dios Chac de la lluvia se quería casar con ella, el mandó nubes y lluvia para que nadie pudiera ver la belleza de Chepel´ixh y ella se sacrficó casándose con él, pero fue un engaño y se convirtió en el Chipilín, que en lengua Maya significa Hojas de Luna.

## Receta

### Ingredientes
- Manojos de Chipilin
- Granos de elote (Se puede decorar con trozos de elote.)
- Aceite o Manteca
- Masa para hacer tortillas
- Queso crema
- Crema
- Sal al gusto
- Masa

### Preparación
1. En una olla se pone a cocer las hojas de chipilín y los granos de elote en dos litros de agua con sal
2. Mientras preparamos la masa para hacer las bolitas, para lo cual vamos a revolver la manteca y un poco de las hojas y granos de elote previamente cocidos con la masa para que se incorpore todo, se hacen bolas pequeñas y en ellas un hueco en el centro para poner un pedazo de queso.
3. Licuar la masa restante con el agua del cocido, para que luego se le agregue al agua hirviendo donde se coció el chipilín y el elote, algo muy importante es que se debe de estar moviendo constantemente para que no se pegue.
4. Se dejan caer las bolitas de masa.
5. Cuando las bolitas empiecen a subir, eso nos indicará que nuestro platillo está listo.
6. Se sirve caliente, con crema y queso por encima